# Европско првенство у атлетици у дворани 1975 — 60 метара за мушкарце
Такмичење у дисциплини трка на 60 метара у мушкој конкуренцији на 6. Европском првенству у атлетици у дворани 1976. године одржано је 8. марта. у Спортско-забавној дворани Сподек у Катовицама, (Пољска).
Титулу европског првака освојену на Европском првенству у дворани 1974. у Гетеборгу одбранио је Валериј Борзов из Совјетског Савеза.

## Земље учеснице
Учествовао је 21 атлетичара из 13 земаља.
1. Чехословачка (1)
2. Источна Немачка (1)
3. Финска (3)
4. Француска (1)
5. Мађарска (1)
6. Италија (1)
7. Холандија (2)
8. Норвешка (1)
9. Пољска (3)
10. Совјетски Савез (3)
11. Шпанија (2)
12. Турска (1)
13. Западна Немачка (1)

## Рекорди
| Рекорди пре почетка Европског првенства у дворани 1975. | Рекорди пре почетка Европског првенства у дворани 1975. | Рекорди пре почетка Европског првенства у дворани 1975. | Рекорди пре почетка Европског првенства у дворани 1975. | Рекорди пре почетка Европског првенства у дворани 1975. | Рекорди пре почетка Европског првенства у дворани 1975. |
| ------------------------------------------------------- | ------------------------------------------------------- | ------------------------------------------------------- | ------------------------------------------------------- | ------------------------------------------------------- | ------------------------------------------------------- |
| Светски рекорд                                          | Манфред Кокот                                           | Источна Немачка                                         | 6,58 пф                                                 | Гетеборг, Шведска                                       | 9. март 1974.                                           |
| Светски рекорд                                          | Валериј Борзов                                          | СССР                                                    | 6,58 фин                                                | Гетеборг, Шведска                                       | 9. март 1974.                                           |
| Европски рекорд                                         | Манфред Кокот                                           | Источна Немачка                                         | 6,58 пф                                                 | Гетеборг, Шведска                                       | 9. март 1974.                                           |
| Европски рекорд                                         | Валериј Борзов                                          | СССР                                                    | 6,58 фин                                                | Гетеборг, Шведска                                       | 9. март 1974.                                           |
| Рекорди европских првенстава                            | Манфред Кокот                                           | Источна Немачка                                         | 6,58 пф                                                 | Гетеборг, Шведска                                       | 9. март 1974.                                           |
| Рекорди европских првенстава                            | Валериј Борзов                                          | СССР                                                    | 6,58 фин                                                | Гетеборг, Шведска                                       | 9. март 1974.                                           |
| Рекорди после завршеног Европског првенства 1975.       |                                                         |                                                         |                                                         |                                                         |                                                         |
| Нових рекорда није било.                                |                                                         |                                                         |                                                         |                                                         |                                                         |

## Освајачи медаља
|                                |                                    |                        |
| Валериј Борзов Совјетски Савез | Александар Аксинин Совјетски Савез | Зенон Личнерски Пољска |

## Резултати
У овој дисциплини су одржане три круга такмичења:квалификације, полуфинале и финале. Све је одржано 8. марта.

### Квалификације
У квалификацијама такмичари су били подељени у четири групе: прве три са 5, а четврта са 6 такмичара. У полуфинале су се квалификовала по двојица првопласираних из све четири групе (КВ) и 4 на основу постигнутог резултата (кв). 
| Пласман | Група | Атлетичар           | Земља           | Време | Белешка |
| ------- | ----- | ------------------- | --------------- | ----- | ------- |
| 1.      | 1     | Александар Аксинин  | Совјетски Савез | 6,68  | КВ      |
| 2.      | 2     | Марјан Вороњин      | Пољска          | 6.72  | КВ      |
| 3.      | 3     | Зенон Личнерски     | Пољска          | 6,73  | КВ      |
| 4.      | 3     | Лучано Каравани     | Италија         | 6,76  | КВ      |
| 5.      | 2     | Александар Корнељук | Совјетски Савез | 6,77  | КВ      |
| 6.      | 4     | Валериј Борзов      | Совјетски Савез | 6,78  | КВ      |
| 7.      | 3     | Рајмо Вилен         | Финска          | 6,79  | кв      |
| 8.      | 1     | Александер Тиме     | Источна Немачка | 6,81  | КВ      |
| 9.      | 3     | Сами Монселс        | Холандија       | 6,83  | кв      |
| 10-     | 4     | Јан Алоњчук         | Пољска          | 6,84  | КВ      |
| 11.     | 1     | Хавијер Мартинез    | Шпанија         | 6,85  | кв      |
| 11.     | 2     | Лајош Гresa         | Мађарска        | 6.85  | кв      |
| 13.     | 4     | Јосеп Карбонел      | Шпанија         | 6.87  |         |
| 14.     | 1     | Хајнц Буше          | Западна Немачка | 6,88  |         |
| 14.     | 2     | Рејмонд Херенвен    | Холандија       | 6.88  |         |
| 14.     | 4     | Жан Клод Амуро      | Француска       | 6.88  |         |
| 17.     | 1     | Анти Рајамеки       | Финска          | 6,89  |         |
| 18.     | 4     | Оси Картунен        | Финска          | 6,95  |         |
| 19.     | 4     | Ојдун Гарсол        | Норвешка        | 6,99  |         |
| 20.     | 3     | Отокар Вајлд        | Чехословачка    | 7,07  |         |
| 21.     | 2     | Темел Ербек         | Турска          | 7,10  |         |

### Полуфинале
Полуфиналисти су били подељени у две групе по шест атлетичара, а за шест места у финалу  пласирала су прва двојица првопласираних из обе групе (КВ) и двојица на основу постигнутог резултата {кв}.
| Позиција | Група | Атлетичар           | Земља           | Време | Белешка |
| -------- | ----- | ------------------- | --------------- | ----- | ------- |
| 1.       | 1     | Александар Аксинин  | Совјетски Савез | 6,63  | КВ      |
| 2.       | 1     | Зенон Личнерски     | Пољска          | 6,71  | КВ      |
| 3.       | 1     | Александар Корнељук | Совјетски Савез | 6,71  | КВ      |
| 4.       | 2     | Валериј Борзов      | Совјетски Савез | 6,74  | КВ      |
| 5.       | 1     | Александер Тиме     | Источна Немачка | 6,75  | кв      |
| 6.       | 2     | Марјан Вороњин      | Пољска          | 6,77  | кв      |
| 7.       | 2     | Лучано Каравани     | Италија         | 6,79  |         |
| 8.       | 2     | Јан Алоњчук         | Пољска          | 6,81  |         |
| 9.       | 1     | Сами Монселс        | Холандија       | 6,82  |         |
| 10.      | 2     | Лајош Гresa         | Мађарска        | 6,83  |         |
| 11.      | 1     | \| Хавијер Мартинез | Шпанија         | 6,84  |         |
| 12.      | 2     | Рајмо Вилен         | Финска          | 6,90  |         |

### Финале
| Пласман | Атлетичар           | Земља           | Резултат | Белешка |
| ------- | ------------------- | --------------- | -------- | ------- |
|         | Валериј Борзов      | Совјетски Савез | 6,59     | ЛРС     |
|         | Александар Аксинин  | Совјетски Савез | 6,67     |         |
|         | Зенон Личнерски     | Пољска          | 6,74     |         |
| 4.      | Марјан Вороњин      | Пољска          | 6,76     |         |
| 5.      | Александер Тиме     | Источна Немачка | 6,78     |         |
| 6.      | Александар Корнељук | Совјетски Савез | 6,80     |         |

## Укупни биланс медаља у трци на 60 метара за мушкарце после 6. Европског првенства у дворани 1970—1975.
|    | Земља           |   |   |   |    |
| -- | --------------- | - | - | - | -- |
| 1. | Совјетски Савез | 5 | 2 | 1 | 8  |
| 2. | Пољска          | 1 | 1 | 1 | 3  |
| 3. | Источна Немачка | 0 | 2 | 1 | 3  |
| 4, | Западна Немачка | 0 | 1 | 0 | 1  |
| 5. | Финска          | 0 | 0 | 2 | 2  |
| 6. | Грчка           | 0 | 0 | 1 | 1  |
|    | Укупно {6}      | 6 | 6 | 6 | 18 |

|    | Атлетичар           | Земља           |   |   |   |   |
| -- | ------------------- | --------------- | - | - | - | - |
| 1. | Валериј Борзов      | Совјетски Савез | 5 | 0 | 0 | 5 |
| 2. | Зенон Новош         | Пољска          | 1 | 1 | 0 | 2 |
| 3. | Манфред Кокот       | Источна Немачка | 0 | 2 | 1 | 3 |
| 3. | Александар Корнељук | Совјетски Савез | 0 | 1 | 1 | 2 |